# Vlag van de Miskitokust

Vlag van de Miskitokust, 1824-1860

Vlag van de Miskitokust, 1860-1894

De vlag van de Miskitokust was het symbool van de Miskitokust. Er zijn achtereenvolgens twee verschillende ontwerpen in gebruik geweest.
De Miskitokust, die voor het grootste deel in het huidige Nicaragua en voor een kleiner deel in Honduras lag, kreeg in 1834 zijn eerste vlag. De vlag bestond uit vijf blauwe en vijf witte even hoge horizontale banen, met de Union Flag in het kanton. Destijds (al vanaf 1655) was de Miskitokust namelijk een Brits protectoraat.
In 1860 werd de Miskitokust overgedragen aan Nicaragua. Volgens het Verdrag van Managua kregen de indianen in het gebied, dat vanaf dan het Miskitoreservaat werd genoemd, autonomie. De Britse vlag in het kanton werd vervangen door de vlag van Nicaragua.
Na de dood van het eerste opperhoofd dood weigerde Nicaragua echter de nieuwe hoofdmannen van de Miskitostam te aanvaarden. Het geschil tussen de Miskito-indianen en Nicaragua werd voorgelegd aan de Oostenrijkse keizer Frans Jozef I. Deze gaf de Miskito's gelijk (1880). Tussen 1880 en 1894 was er daarom sprake van een grote mate van autonomie. Op 20 november 1894 gaven de Miskito's hun zelfbestuur op. Het gebied werd geïntegreerd in Nicaragua, en werd het departement Zelaya.
Sinds 1986 is de Miskitokust verdeeld in twee autonome regios, de Región Autónoma de la Costa Caribe Norte en de Región Autónoma de la Costa Caribe Sur. Beide regio's hebben eigen vlaggen. Eerder (1960) was het uiterste noorden al aan Honduras afgestaan.
Anguilla · Britse Benedenwindse Eilanden · Britse Bovenwindse Eilanden · Californië · Geconfedereerde Staten van Amerika · Los Altos · Miskitokust · Nederlandse Antillen · Republiek van de Rio Grande · Saint Christopher, Nevis en Anguilla · Sonora · Texas · Verenigde Staten van Centraal-Amerika · Vermont · Republiek West-Florida · West-Indische Federatie · Republiek Yucatán